# 予告.out
予告.out（よこくアウト）は、インターネット上の電子掲示板の一つ。みんなが楽しくいろんな予告をする事を目的として設置されている。また、投稿内容は画像形式で表されるために検索エンジンなどにはひっからないとされている。
予告.inは犯行予告を収集するサイトであるが、予告.outは犯行予告を発信する掲示板ではない｡